# Primera fila: Flans
Primera fila: Flans es un álbum en vivo de Ilse, Ivonne y Mimí, integrantes en los años 80 del trío femenino mexicano Flans. Fue lanzado a la venta el 30 de septiembre de 2014 por el sello Sony Music. Fue grabado el 11 de junio de 2014 en los estudios Churubusco en la Ciudad de México.
El primer sencillo que se presentó es «Yo no sería yo» lanzado el 19 de agosto de 2014, recibiendo muy buenas críticas.
El día del lanzamientos del álbum recibió disco de oro por las altas ventas en México.

## Antecedentes
Después de una cantidad de discos vendidos, y de dos separaciones del grupo y junto con su nuevo regreso a la escena musical Primera fila como parte de la serie de conciertos promovidos por el sello Sony Music titulados Primera fila, que tiene como concepto grabar actuaciones en vivo de artistas latinoamericanos ante una pequeña audiencia en un ambiente íntimo, similar a los MTV Unplugged.
La gira Hoy por ti resultó ser todo un éxito debido a que significó el regreso de uno de los grupos más emblemáticos que marcó tendencias en la música, en el baile y en la moda a partir de la segunda mitad de los años 80. Es precisamente por esta razón que luego de analizarlo durante un periodo de descanso, el 25 de marzo de 2014, Ilse, Ivonne y Mimi anuncian el lanzamiento de su nuevo álbum discográfico en el formato Primera Fila para los próximos meses, confirmándose en la cuenta de Twitter del trío y convirtiéndose el hashtag #Flans1aFila en tendencia en esa red social.
El disco fue producido por Sony Music México, y la grabación se llevó a cabo el 11 de junio del 2014. Primera Fila representó, además, la firma de contrato con Sony Music como la nueva casa disquera del grupo.
Sobre los temas de Primera Fila y su elección, Ilse Ivonne y Mimi comentaron: «Para la elección de temas decidimos hacer encuestas en nuestras redes sociales para los que los fanes decidieran los temas que les gustaría que incluyéramos en el 'Primera Fila'. Pero esto no resultó y ellas escogieron  los temas.
Se detalló que con la producción de Sony Music, se presentaron Ilse, Ivonne y Mimi, cantando parte de sus grandes éxitos; así cuatro temas nuevos, compuestos por Alejandra Alberti, Bruno Danzza, Baltazar Hinojosa, Gian Marco, Leonel García y Pablo Preciado.

## Grabación
La agrupación musical dio de que hablar cuando la noche del 11 de junio, las Flans (renombradas ahora Ilse, Ivonne y Mimí) llevaron a cabo la grabación de su nuevo lanzamiento musical, Primera fila Flans. Implicaba la grabación del noveno álbum del grupo, el primero bajo su nuevo nombre, bajo su nuevo sello discográfico y el primer álbum grabado 12 años después desde que su antecesor (IIM) fuese lanzado al mercado a inicios de la década del 2000. Además, tenían el reto (por tanto su álbum) de alcanzar el éxito entre sus seguidores fieles que las vieron nacer, y más allá, lograr el éxito en las nuevas generaciones, una generación distinta en un entorno artístico muy distinto al de los años 80, 90 y 2000. La fecha esperada llegó, y finalmente reunidos una gran cantidad de fanes de México y otros países, ingresaron a las instalaciones de los estudios Churubusco en donde un escenario espectacular, con un juego de luces y pantallas sirvieron de apoyo, pero en ningún momento desmeritaron el talento de las Flans.
Ilse, Ivonne y Mimí -utilizando vestuario con colores sobrios- dan inicio, la ovación no se hace esperar, Ilse y Mimí notablemente emocionadas después del tema de apertura dejaron escapar algunas lágrimas. Retomaron versiones con arreglos muy modernos de sus temas clásicos, iniciando con Me gusta ser sonrisa, Tímido, Bazar, Me he enamorado de un fan, Las mil y una noches, No controles, Hoy por ti mañana por mi, 20 millas, Alma Gemela, una romántica versión de la canción Horas interpretada por Mimí con la presencia de su compositor en el piano, Carlos Murguía, mismo que colaboró como músico en esta grabación, la interpretación de cuatro canciones inéditas: Nunca más te vi, Quédate a mi lado, De algún modo y Yo no sería yo, mismas que son el elemento diferenciador de esta nueva versión del grupo. Durante toda la grabación el grupo hizo alarde de su buen sentido del humor, donde además procuraron una gran interacción con el público, y en varias ocasiones acudieron al llamado de sus seguidores para tomarse la clásica “selfie”.

## Lista de canciones
| Lista de canciones |                                                     |                                                        |          |  |
| N.º                | Título                                              | Escritor(es)                                           | Duración |  |
| 1.                 | «Me Gusta Ser Sonrisa (I'd Like to Say I Love You)» | Warren Harry adaptación: Juan Carlos Nieto             | 3:54     |  |
| 2.                 | «Tímido»                                            | Pablo Bonilla, Luis Carlos Esteban                     | 3:34     |  |
| 3.                 | «Hoy por Ti»                                        | G.M. Eban, J. Tunell, J.C. Halmstead                   | 3:26     |  |
| 4.                 | «Nunca Más Te Vi»                                   | Gianmarco, Kiko Cibrian                                | 3:15     |  |
| 5.                 | «20 Millas»                                         | Mildred Villafañe, Emilio Aragón, María Rosario Ovelar | 4:03     |  |
| 6.                 | «Ay Amor»                                           | Mario Pérez, José Antonio García Morato, Carlos Gómez  | 3:14     |  |
| 7.                 | «De Algún Modo»                                     | Leonel García                                          | 3:05     |  |
| 8.                 | «Horas»                                             | Carlos Murguía                                         | 4:04     |  |
| 9.                 | «Quédate a Mi Lado»                                 | Pablo Preciado, Pablo Stefanoni, Alex Pérez            | 3:11     |  |
| 10.                | «Yo No Sería Yo»                                    | Ale Alberti Baltazar Hinojosa, Bruno Danzza            | 3:32     |  |
| 11.                | «Alma Gemela»                                       | María Grever, Carranza, Memo Méndez Guíu               | 3:16     |  |
| 12.                | «Corre, Corre»                                      | Mauricio Abaroa                                        | 3:08     |  |
| 13.                | «Giovanni Amore»                                    | I. Hernández Ferreiro                                  | 3:57     |  |
| 14.                | «Desde la Trinchera»                                | Carlos Lara, Jesús Monarrez                            | 4:30     |  |
| 15.                | «Popurrí(A)»                                        | (B)                                                    | 5:34     |  |
| 16.                | «Me He Enamorado de un Fan»                         | Ignacio "Nacho" Cano                                   | 3:54     |  |
| 17.                | «No Controles»                                      | Cano                                                   | 3:36     |  |
| 18.                | «Las Mil y una Noches»                              | Pablo Pinilla                                          | 4:14     |  |
| 19.                | «Bazar»                                             | Carlos Lara, Jesús Monarrez                            | 3:42     |  |
| 67:89              |                                                     |                                                        |          |  |

| Lista de vídeos - DVD |                                                     |          |  |
| N.º                   | Título                                              | Duración |  |
| 1.                    | «Me Gusta Ser Sonrisa (I'd Like to Say I Love You)» | 6:12     |  |
| 2.                    | «Tímido»                                            | 3:34     |  |
| 3.                    | «Hoy por Ti»                                        | 3:31     |  |
| 4.                    | «Nunca Más Te Vi»                                   | 3:15     |  |
| 5.                    | «20 Millas»                                         | 4:03     |  |
| 6.                    | «Ay Amor»                                           | 3:14     |  |
| 7.                    | «De Algún Modo»                                     | 3:05     |  |
| 8.                    | «Horas»                                             | 4:04     |  |
| 9.                    | «Quédate a Mi Lado»                                 | 3:11     |  |
| 10.                   | «Yo No Sería Yo»                                    | 3:35     |  |
| 11.                   | «Alma Gemela»                                       | 3:16     |  |
| 12.                   | «Corre, Corre»                                      | 3:08     |  |
| 13.                   | «Giovanni Amore»                                    | 3:57     |  |
| 14.                   | «Desde la Trinchera»                                | 4:30     |  |
| 15.                   | «Popurrí»                                           | 5:34     |  |
| 16.                   | «Me He Enamorado de un Fan»                         | 3:54     |  |
| 17.                   | «No Controles»                                      | 3:36     |  |
| 18.                   | «Las Mil y una Noches»                              | 4:14     |  |
| 19.                   | «Bazar»                                             | 3:42     |  |

Notas
- A Popurrí: «Tiraré», «Mosquito Bilingüe» y «No, Él No Es un Rocky»[6]
- B «Tiraré»: Mildred Villafañe, G. Vanni, P. Costa, C. D'onofrio. «Mosquito Bilingüe»: Mildrd Villafañe, Aguirre, Sartor. «No, Él No Es un Rocky»: María Amparo Rubin Tagle.

## Posicionamiento en listas musicales
| México                 |   |
| Top 100 México         | 1 |
| Mixup (lista digital)  | 1 |
| iTunes (lista digital) | 1 |

## Certificaciones
| País   | Organismo certificador | Certificación | Ventas | Simbolización | Ref.   |
| ------ | ---------------------- | ------------- | ------ | ------------- | ------ |
| México | AMPROFON               | Platino       | 60,000 | ▲             | [ 10 ] |